# Tim Foster
Timothy (Tim) James Carrington Foster (ur. 19 stycznia 1970 w Hillingdon) – brytyjski wioślarz, dwukrotny medalista olimpijski.
Brał udział w IO 92 w ósemce. Następnie zaczął pływać w czwórce bez sternika i w Atlancie zdobył brązowy medal. Rok później stworzył osadę ze Steve’em Redgrave’em, Jamesem Cracknellem i Matthew Pinsentem. Zdominowali rywalizację w tej konkurencji, sięgając po tytuły mistrza świata oraz zwyciężając w Sydney. Po olimpiadzie w Australii zakończył karierę.